# Distretto di El Kala
Il distretto di El Kala è un distretto della provincia di El Tarf, in Algeria, con capoluogo El Kala.

## Comuni
Il distretto di El Kala comprende 4 comuni:
- El Kala
- Souarekh
- Raml Souk
- El Aioun